# Wingershausen
Wingershausen ist ein Ortsteil der Stadt Schotten im mittelhessischen Vogelsbergkreis.

## Geographie
Wingershausen liegt am Westhang des Vogelsberges. Der Eichelbach fließt durch das Dorf. Die Landesstraße 3348 endet innerhalb des Ortes und mündet hier auf die Landesstraße 3183.

## Geschichte

Evangelische Kirche Wingershausen

### Frühmittelalter
Der Ort trat durch die Nennung der Kirche Wingershausen erstmals im Jahre 1016 angeblich urkundlich in Erscheinung. Der Mainzer Erzbischof Erkanbald ließ in Wingershausen eine Kirche weihen und versah sie mit einem großen Sendegebiet. Die Markbeschreibung der Kirche zu Wingershausen ist in zwei Fassungen erhalten. Die eine überlieferte Pistorius, Trad.Fuld.p. 497, die andere findet sich im Codex Eberhardi wieder. Allerdings ist die urkundliche Ersterwähnung eine Fälschung des Mönchs Eberhard von Fulda.
Als in der Zeit nach Bonifatius der Vogelsberg erschlossen wurde, wurde in den neuen Orte auch die untere Kirchenorganisation durch die Einrichtung von Pfarreien ausgedehnt. Dies war zunächst Sache des zuständigen Bischofs, der schon zu Bonifatius` Zeiten für den gesamten Vogelsberg bis zum Fluss Fulda der Erzbischof von Mainz war. Eine Sonderstellung hielt aber seit seiner Gründung im Jahr 744 das Kloster Fulda, das seinen Herrschaftsbereich um Fulda in einem breiten Streifen über den Vogelsberg hinaus bis in die Wetterau ausdehnen konnte und in diesem Gebiet, in einem Gegensatz zum Mainzer Erzbischof kraft Eigenkirchenrecht ihm zugeordnete Pfarrkirchen einrichtete. Hierzu gehörte auch die Pfarrkirche zu Wingershausen.
Nach der Markbeschreibung umfasste das Kirchspiel die Gemarkungen Wingershausen, Eichelsachsen, Eschenrod, Busenborn, Breungeshain, Herchenhain, Hartmannshain, Sichenhausen, Kaulstoß, Burkhards und die am linken Niddaufer liegenden Teile der Gemarkungen Eichelsdorf (Nidda), Rainrod und Rudingshain. Zum Kirchspiel gehörte bis ins 16. Jahrhundert auch die Stumpe Kirch bei Burkhards.
Als erster Ort schied im Jahr 1067 Breungeshain aus dem großen Kirchspiel Wingershausen aus. Erzbischof Siegfried I. von Mainz hatte in Breungeshain eine Kirche geweiht und diese mit Zehntrechten "unter anderen zu Wingereshouson" ausgestattet. 1681 schied Eschenrod als letztes Glied aus dem Pfarrbezirk aus. Nur Eichelsachsen blieb bis heute bei Wingershausen.
Zwei bedeutende historische Straßen durchzogen das große Kirchengebiet. Die Linke Niddastraße, zunächst als Talrandstraße von Staden (Florstadt) bis Eichelsdorf, nimmt ab dann als Höhenstraße ihren weiteren Verlauf an Wingershausen und Wildhauskopf bei Eschenrod vorbei zum Sattel des Hoherodskopf. Dort erreicht sie die Ulrichsteiner Straße, eine Straße, die vom Marburger Land bis in die Gegend von Gelnhausen führte. Eine größere Bedeutung hatte die Rechte Nidderstraße. Auf dieser, bei Burkhards vorbeiführenden "Fuldere Strazun" (so die Grenzbeschreibung des Kirchspiels Wingershausen), wurde im Jahr 754 der Leichnam des Heiligen Bonifatius von Mainz nach Fulda überführt.

### Hoch- und Spätmittelalter
1187 vermachte Berthold II. von Nidda der dortigen Johanniterorden-Kommende mehrere Pfarreien, Ländereien und Einkünfte in insgesamt 26 Orten, darunter in Wingershausen. Aus diesen Schenkungen kann man auf den ungefähren Umfang der Grafschaft Nidda schließen.
In der Schenkungsurkunde des Grafen an den Johanniterorden in Nidda werden u. a. als Einkünfte genannt: In Wingershausen (Winderingeshusen) geben zwei Gehöfte (due curie) und zwei Güter (due predia) vier Schilling (solidi) ab, vier Masthühner (ornices), sechs Brote (panes) und eine Amphore Wein (amphora uini).
Im Frühjahr 2012 gründete sich dort ein Verein, welcher dem aus der Urkunde zu erschließenden Wingershäuser Weinanbau wieder zu neuem Leben verhalf.
Nach dem Tode des Grafen Berthold II., der ohne männliche Erben verstarb, erbte sein Schwager Graf Rudolf II. von Ziegenhain die Grafschaft Nidda.
1327 fielen Anhänger König Ludwigs des Bayern in das fuldische Stiftsgebiet ein und verwüsteten unter anderem auch das Kloster Blankenau südwestlich von Fulda. Um die daraus entstandene Not der Zisterzienserinnen zu lindern, gestattete Papst Johannes XXII., der damals in Avignon residierte, dem Kloster die Einverleibung der Pfarrei Wingershausen bei Nidda. Die Inkorporation der Pfarrei Wingershausen in das Kloster Blankenau wurde vom Fuldaer Abt Heinrich VI. von Hohenberg (1315–53) betrieben. Begründet wurde sie mit der außerordentlichen Armut und der strikten Beachtung der Ordensregel der Blankenauer Nonnen. Die Inkorporation zog sich über mehr als anderthalb Jahrzehnte hin. Der erste Rechtsakt zur Inkorporation wurde am 30. Juni 1328 mit der Bulle von Papst Johannes XXII. in Avignon erlassen. Die Einkünfte der Pfarrei sind dabei auf weniger als 16 Mark Silber beziffert. Als zweiter Rechtsakt folgte drei Jahre später am 29. Juni 1331 die Schenkung des Patronats an Kloster Blankenau durch den vorgesetzten Abt von Fulda. Der letzte Schritt war die Vornahme der Inkorporation durch den Mainzer Erzbischof Heinrich III. von Virneburg vom 8. September 1345. Das Patronatsrecht, das für die Pfarrei Wingershausen seit dem Jahr 1016 beim Kloster Fulda lag, ging somit ab 1331 an das Nonnenkloster Blankenau und verblieb dort bis zur Reformation.
Am 13. November 1362 verkauften die Brüder "Crafft, Petir, Herman und Heinrich" von Olffe das väterliche Gut zu "Habirtshusen bie Nidda" an den Grafen Johann zu Ziegenhain und dessen Sohn "Gotfride zu Cyginhain" und Frau "Agnesen". Als Edelknechte waren sie zwar "ritterbürtig", aber noch nicht zu Ritter geschlagen.
In der gleichen Urkunde erwähnen die vier Brüder "unser mulen zu Wynuyshusen (unser Mühle zu Wingershausen)." Einen weiteren Hinweis auf eine Mühle in Wingershausen aus dem Jahre 1583 findet sich im Hessischen Staatsarchiv Marburg, Best. 19a, Nr. 733, wegen einer Erbauseinandersetzung zwischen Christoph von Schlüchtern, genannt Katzenbiss, und seinem Schwager Hans Schutzbar genannt Milchling, unter anderem um den Zehnten zu Rodheim (Hungen), eine Mühle in Wingershausen und einem Hof in Rabertshausen. Von vier Mühlen berichtet die Ortschronik. Erhalten geblieben bis heute, ist nur die Obermühle "Ominn", die aber in den 1970er Jahren ihren Betrieb einstellen musste, da sich das Mahlen nicht mehr lohnte. "Schlominn" und "Lanzeminn" wurden niedergelegt. Die Veltesmühle "Veltesminn" wurde unter Beachtung des Denkmalschutzes zu wohnzwecken umgebaut.
1476 wurden für einen Feldzug des hessischen Landgrafen Wilhelm I. (Hessen) gegen die Stadt Volkmarsen Ausrüstung und Soldaten in Registern aufgestellt, darunter aus dem Gericht auf dem "Fogelsberg" 13 "kuwe" (Kühe) und 14 "Hemel" (Hammel) aus den Orten Eichelsdorf (Nidda), Eichelsachsen, Eschenrod und Wingershausen.

### Neuzeit
Wingershausen wurde in der Neuzeit wiederholt von schweren Unwettern heimgesucht. Wegen eines heftigen Unwetters am 22. Mai 1672 im Kirchspiel Wingershausen mit Eschenrod wurde zum Gedenken ein Kirchenlied mit dem Titel "Herr, strafe mich nicht" komponiert. Lange Zeit wurde ein lokaler Hageltag am 22. Mai gefeiert. Am 3. Juni 1826, dem Pfingstsamstag, wurden die Dörfer am Eichelbach und an der Nidda von einem schweren Gewitter mit Starkregen von einer Flutwelle stark in Mitleidenschaft gezogen. 26 Gebäude wurden zerstört, 29 schwer beschädigt. Es waren 27 Tote zu beklagen.
In Wingershausen verlor eine Frau ihr Leben. Zwei Brücken wurden fortgerissen. Selbst der 76-jährige Dichter Johann Wolfgang von Goethe war davon ergriffen.
Im Zuge der Gebietsreform in Hessen verlor die Gemeinde Wingershausen zum 31. Dezember 1971 ihre Selbständigkeit und wurde auf freiwilliger Basis ein Stadtteil von Schotten. Für den Stadtteil Wingershausen wurde ein Ortsbezirk errichtet.

### Verwaltungsgeschichte
Die folgende Liste zeigt die Staaten und Verwaltungseinheiten, denen Wingershausen angehört(e):
- bis ca. 1205: Grafschaft Nidda
- Vor 1450: Heiliges Römisches Reich, Grafschaft Ziegenhain, Amt Nidda, Gericht Burkhards
- 1450–1495: Erbstreit zwischen der Landgrafschaft Hessen und den Grafen von Hohenlohe
- ab 1450: Heiliges Römisches Reich, Landgrafschaft Hessen, Amt Nidda, Gericht Burkhards[28]
- ab 1567: Heiliges Römisches Reich, Landgrafschaft Hessen-Marburg, Amt Nidda, Gericht Burkhards[29]
- 1604–1648: Heiliges Römisches Reich, strittig zwischen Landgrafschaft Hessen-Darmstadt und Landgrafschaft Hessen-Kassel (Hessenkrieg)
- ab 1604: Heiliges Römisches Reich, Landgrafschaft Hessen-Darmstadt, Oberfürstentum Hessen, Amt Nidda, Gericht Burkhards[30]
- 1787: Heiliges Römisches Reich, Landgrafschaft Hessen-Darmstadt, Regierungsbezirk Gießen, Amt Nidda und Lißberg, Gericht Burkhards[31]
- ab 1806: Großherzogtum Hessen,[Anm. 2] Fürstentum Oberhessen, Amt und (seit 1803) Gericht Lißberg[32][33]
- ab 1815: Großherzogtum Hessen, Provinz Oberhessen, Amt Lißberg[34]
- ab 1821: Großherzogtum Hessen, Provinz Oberhessen, Landratsbezirk Schotten[35][Anm. 3]
- ab 1832: Großherzogtum Hessen, Provinz Oberhessen, Kreis Nidda
- ab 1848: Großherzogtum Hessen, Regierungsbezirk Nidda
- ab 1852: Großherzogtum Hessen, Provinz Oberhessen, Kreis Schotten
- ab 1867: Norddeutscher Bund,[Anm. 4] Großherzogtum Hessen, Provinz Oberhessen, Kreis Schotten
- ab 1871: Deutsches Reich, Großherzogtum Hessen, Provinz Oberhessen, Kreis Schotten
- ab 1918: Deutsches Reich, Volksstaat Hessen, Provinz Oberhessen, Kreis Schotten
- ab 1938: Deutsches Reich, Volksstaat Hessen, Provinz Oberhessen, Landkreis Büdingen[36][Anm. 5]
- ab 1945: Amerikanische Besatzungszone, Groß-Hessen, Regierungsbezirk Darmstadt, Landkreis Büdingen
- ab 1946: Amerikanische Besatzungszone, Land Hessen, Regierungsbezirk Darmstadt, Landkreis Büdingen
- ab 1949: Bundesrepublik Deutschland, Land Hessen, Regierungsbezirk Darmstadt, Landkreis Büdingen
- ab 1972: Bundesrepublik Deutschland, Land Hessen, Regierungsbezirk Darmstadt, Vogelsbergkreis, Stadt Schotten[Anm. 6]
- ab 1981: Bundesrepublik Deutschland, Land Hessen, Regierungsbezirk Gießen, Vogelsbergkreis, Stadt Schotten

### Gerichtswesen seit 1803
In der Landgrafschaft Hessen-Darmstadt wurde mit Ausführungsverordnung vom 9. Dezember 1803 das Gerichtswesen neu organisiert. Für die Provinz Oberhessen wurde das Hofgericht Gießen als Gericht der zweiten Instanz eingerichtet. Die Rechtsprechung der ersten Instanz wurde durch die Ämter bzw. Standesherren vorgenommen und somit war für Wingershausen das Amt Lißberg zuständig. Das Hofgericht war für normale bürgerliche Streitsachen Gericht der zweiten Instanz, für standesherrliche Familienrechtssachen und Kriminalfälle die erste Instanz. Die zweite Instanz für die Patrimonialgerichte waren die standesherrlichen Justizkanzleien. Übergeordnet war das Oberappellationsgericht Darmstadt.
Mit der Gründung des Großherzogtum Hessen 1806 wurde diese Funktion beibehalten, während die Aufgaben der ersten Instanz 1821–1822 im Rahmen der Trennung von Rechtsprechung und Verwaltung auf die neu geschaffenen Land- bzw. Stadtgerichte übergingen. Wingershausen fiel in den Gerichtsbezirk des „Landgerichts Schotten“.
Anlässlich der Einführung des Gerichtsverfassungsgesetzes mit Wirkung vom 1. Oktober 1879, infolge derer die bisherigen großherzoglich hessischen Landgerichte durch Amtsgerichte an gleicher Stelle ersetzt wurden, während die neu geschaffenen Landgerichte nun als Obergerichte fungierten, kam es zur Umbenennung in „Amtsgericht Schotten“ und Zuteilung zum Bezirk des Landgerichts Gießen.
Mit Wirkung zum 1. Juli 1968 erfolgte die Auflösung des Amtsgerichts Schotten und Wingershausen kam zum Gerichtsbezirk des Amtsgerichts Nidda. Zum 1. Januar 2012 wurde auch das Amtsgericht Nidda gemäß Beschluss des hessischen Landtags aufgelöst und Wingershausen dem Amtsgericht Büdingen zugeteilt. Die übergeordnete Instanzen ist das Landgericht Gießen.

## Bevölkerung

### Einwohnerstruktur
Nach den Erhebungen des Zensus 2011 lebten am Stichtag dem 9. Mai 2011 in Wingershausen 387 Einwohner. Darunter waren 9 (2,3 %) Ausländer.
Nach dem Lebensalter waren 57 Einwohner unter 18 Jahren, 135 zwischen 18 und 49, 102 zwischen 50 und 64 und 93 Einwohner waren älter.
Die Einwohner lebten in 141 Haushalten. Davon waren 30 Singlehaushalte, 48 Paare ohne Kinder und 42 Paare mit Kindern, sowie 9 Alleinerziehende und 9 Wohngemeinschaften. In 33 Haushalten lebten ausschließlich Senioren und in 81 Haushaltungen lebten keine Senioren.

### Einwohnerentwicklung
| • 1791: | 238 Einwohner                      |
| • 1800: | 238 Einwohner                      |
| • 1806: | 265 Einwohner, 51 Häuser           |
| • 1829: | 259 Einwohner, 51 Häuser           |
| • 1867: | 265 Einwohner, 51 bewohnte Gebäude |
| • 1875: | 247 Einwohner, 47 bewohnte Gebäude |

| Wingershausen: Einwohnerzahlen von 1791 bis 2020 | Wingershausen: Einwohnerzahlen von 1791 bis 2020 | Wingershausen: Einwohnerzahlen von 1791 bis 2020 | Wingershausen: Einwohnerzahlen von 1791 bis 2020 | Wingershausen: Einwohnerzahlen von 1791 bis 2020 |
| --- | ------------------------------------------------ | ------------------------------------------------ | ------------------------------------------------ | ------------------------------------------------ |
| Jahr |                                                  |                                                  |                                                  | Einwohner                                        |
| 1791 | 1791                                             |                                                  | 238                                              | 238                                              |
| 1800 | 1800                                             |                                                  | 238                                              | 238                                              |
| 1806 | 1806                                             |                                                  | 265                                              | 265                                              |
| 1829 | 1829                                             |                                                  | 259                                              | 259                                              |
| 1834 | 1834                                             |                                                  | 282                                              | 282                                              |
| 1840 | 1840                                             |                                                  | 297                                              | 297                                              |
| 1846 | 1846                                             |                                                  | 301                                              | 301                                              |
| 1852 | 1852                                             |                                                  | 298                                              | 298                                              |
| 1858 | 1858                                             |                                                  | 293                                              | 293                                              |
| 1864 | 1864                                             |                                                  | 278                                              | 278                                              |
| 1871 | 1871                                             |                                                  | 241                                              | 241                                              |
| 1875 | 1875                                             |                                                  | 247                                              | 247                                              |
| 1885 | 1885                                             |                                                  | 250                                              | 250                                              |
| 1895 | 1895                                             |                                                  | 243                                              | 243                                              |
| 1905 | 1905                                             |                                                  | 262                                              | 262                                              |
| 1910 | 1910                                             |                                                  | 271                                              | 271                                              |
| 1925 | 1925                                             |                                                  | 270                                              | 270                                              |
| 1939 | 1939                                             |                                                  | 265                                              | 265                                              |
| 1946 | 1946                                             |                                                  | 396                                              | 396                                              |
| 1950 | 1950                                             |                                                  | 334                                              | 334                                              |
| 1956 | 1956                                             |                                                  | 273                                              | 273                                              |
| 1961 | 1961                                             |                                                  | 276                                              | 276                                              |
| 1967 | 1967                                             |                                                  | 286                                              | 286                                              |
| 1970 | 1970                                             |                                                  | 313                                              | 313                                              |
| 1980 | 1980                                             |                                                  | ?                                                | ?                                                |
| 1990 | 1990                                             |                                                  | ?                                                | ?                                                |
| 2000 | 2000                                             |                                                  | ?                                                | ?                                                |
| 2004 | 2004                                             |                                                  | 415                                              | 415                                              |
| 2010 | 2010                                             |                                                  | 390                                              | 390                                              |
| 2011 | 2011                                             |                                                  | 387                                              | 387                                              |
| 2015 | 2015                                             |                                                  | 380                                              | 380                                              |
| 2020 | 2020                                             |                                                  | 375                                              | 375                                              |
| Datenquelle: Historisches Gemeindeverzeichnis für Hessen: Die Bevölkerung der Gemeinden 1834 bis 1967. Wiesbaden: Hessisches Statistisches Landesamt, 1968. Weitere Quellen: ; 1791:; Einwohnerzahlen nach 2000:; Zensus 2011 |                                                  |                                                  |                                                  |                                                  |

### Religionszugehörigkeit
| • 1829: | 259 evangelische (= 100 %) Einwohner                             |
| • 1961: | 270 evangelische (= 97,83 %), 4 katholische (= 1,45 %) Einwohner |

### Politik
Für Wingershausen besteht ein Ortsbezirk (Gebiete der ehemaligen Gemeinde Wingershausen) mit Ortsbeirat und Ortsvorsteher nach der Hessischen Gemeindeordnung.
Der Ortsbeirat besteht aus neun Mitgliedern.
Bei den Kommunalwahlen in Hessen 2021 betrug die Wahlbeteiligung 58,06 %. Alle Kandidaten gehören der „Bürgerliste Wingershausen“ an. Der Ortsbeirat wählte Harald Brittner zum Ortsvorsteher.

## Kultur und Sehenswürdigkeiten
In der Liste der Kulturdenkmäler in Schotten sind für Wingershausen 22 einzelne unter Denkmalschutz stehende Kulturdenkmäler aufgeführt.
Das Ortsbild von Wingershausen wird geprägt von der imposanten, aus Basaltsteinen gemauerten und mitten im Ortszentrum gelegenen Kirche. In den Jahren 1903/1904 wurde nach den Plänen des bekannten Architekten Ludwig Hofmann aus Herborn auf den Grundmauern der alten Kirche, nach Abriss der maroden Bausubstanz, die Kirche im neugotischen Baustil errichtet. Für eine evangelische Kirche außergewöhnlich sind die buntbemalten Fensterscheiben. Beim Innenausbau orientierte man sich am Jugendstil. Jugendstil-Ornamente sind in den aufwendig gestalteten Bodenfliesen, der Deckenbemalung, den Fensterumrandungen, den Buntglasfenstern und an den Holzbänken zu sehen.
Kennzeichnend für Wingershausen ist, neben dem Kirchengebäude und den Fachwerkbauten im Ortskern, auch seine herausragende landschaftliche Lage am Eichelbach mit seiner bergigen Uferrandlage. Die „Wingershäuser Schweiz“ ist seit 1995 wegen der artenreichen Tier- und Pflanzenwelt mit seltenen und gefährdeten Arten und wegen ihrer besonderen landschaftlichen Schönheit als Naturschutzgebiet (Deutschland) ausgewiesen.
2012 wurden auf 20 Parzellen 1200 Reben der roten Sorten Rondo und Bolero und der weißen Sorte Solaris (Rebsorte) unter fachlicher Beratung der Rebforschungsanstalt Geisenheim gepflanzt. Mit öffentlicher Förderung durch den Vogelsbergkreis, wurde im Jahr 2021, um dem Weinbergshang oberhalb der Rebenparzellen mehr Stabilität zu verleihen, eine Basaltmauer in Trockenbauweise errichtet. Die Mauer erstreckt sich über eine Länge von 80 Meter bei einer Höhe von 60 Zentimeter bis 1,10 Meter. Gleichzeitig dient diese Mauer auch als Lebensraum für Reptilien und andere Sonne liebende Kleintiere.
Seit 1961 können Orte mit bis zu 3000 Einwohnern und dörflichem Charakter am Wettbewerb "Unser Dorf hat Zukunft" teilnehmen. Ziel des Bundeswettbewerbes, der bis 1997 "Unser Dorf soll schöner werden" hieß, ist die Stärkung bürgerschaftlichen Engagements insbesondere im ländlichen Raum. Wingershausen, das sich 2017 - ein Jahr nach seiner 1000-Jahrfeier - bereits zum dritten Mal an diesem Wettbewerb beteiligte, belegte in der Region Vogelsberg/Wetterau den 1. Platz und qualifizierte sich damit für den Entscheid auf  Landesebene im Jahr 2018. Beim Landesentscheid, für den sich 18 Gemeinden qualifizierten, belegte man den 3. Platz, der mit einem Preisgeld von 4.000,00 Euro honoriert wurde. Man verfehlte damit knapp den Einzug ins Bundesfinale. Am Wettbewerb nahmen hessenweit insgesamt 116 Dörfer und Gemeinden teil. Quelle: Kreis-Anzeiger für Wetterau und Vogelsberg, vom 24. September 2018, Seite 13

## Wirtschaft und Infrastruktur

### Arbeitsplätze
- Größter Arbeitgeber ist ein im Jahr 1967 gegr. Alten- und Pflegeheim, ein 49-Betten-Haus, das auch einen ambulanten Pflegedienst unterhält, mit seinen ca. 60 Arbeitsplätzen.
- Seit dem Jahr 2000 hat der zentralisierte Zustellstützpunkt der Deutsche Post AG. für die Städte Schotten und Gedern sowie die Gemeinde Hirzenhain in Wingershausen seinen Standort.
- Im Jahr 2016 etablierte sich hier eine weitere soziale Einrichtung, eine gemeinnützige Einrichtung der stationären Kinder- und Jugendhilfe – bis zu 8 Kinder können hier Aufnahme finden.
- Anfang der 2020er Jahre verlagerte eine Zimmerei ihren Firmensitz von Eichelsdorf nach Wingershausen.

Quelle zu: Haus Martin/Postverteilungszentrum/Jugendhaus, she.Ortschronik Wingershausen, Herausgeber: Stadt Schotten in Verbindung mit dem Arbeitskreis Historie Wingershausen aus 2016/Arbeitsplätze Haus Martin, she. Kreis-Anzeiger für Wetterau und Vogelsberg, Ausgabe Nr. 193 vom 20. August 2024, Seite 20 (Eine Heimat mit Zukunft).
In dem überwiegend von der Landwirtschaft geprägtem Dorf hat die Landwirtschaft heute, im Jahr 2025, keine Bedeutung mehr, lediglich noch ein Nebenerwerbslandwirt ist hier auszumachen.
In den vorgenannten Einrichtungen und Betriebe finden ca. 90 Personen ihre Beschäftigung.

### Einrichtungen
Im Ort gibt es
- eine evangelische Kirche,
- ein Pfarrhaus mit Gemeindesaal,
- ein Dorfgemeinschaftshaus mit integriertem Feuerwehrhaus,
- ein Dorfbackhaus.
- einen Spielplatz,
- eine historische Gemeindewaage und
- einen Dorfbrunnen (Pfarrerin-Hedderich-Brunnen).

### Personennahverkehr
Den öffentlichen Personennahverkehr stellt die Verkehrsgesellschaft Oberhessen m.b.H (VGO) sicher.
Aus Anlass der 1000-Jahr-Feier 2016 wurde Wingershausen ein eigenes Wappen gestiftet und von Ortsbürgern eine Ortschronik verfasst.